# مترو نوفوسيبيرسك
مترو نوفوسيبيرسك (بالروسية:Новосибирский метрополитен) هو نظام نقل سريع يخدم مدينة نوفوسيبيرسك في روسيا الاتحادية، افتتح المترو في 28 ديسمبر عام 1985 وهو بمسارين ويبلغ طول الخطين 16 كم فيما تبلغ عدد المحطات 13 محطة.
يشتغل ميترو من الساعة السادسة مساء حتى منتصف الليل.

## الخطوط

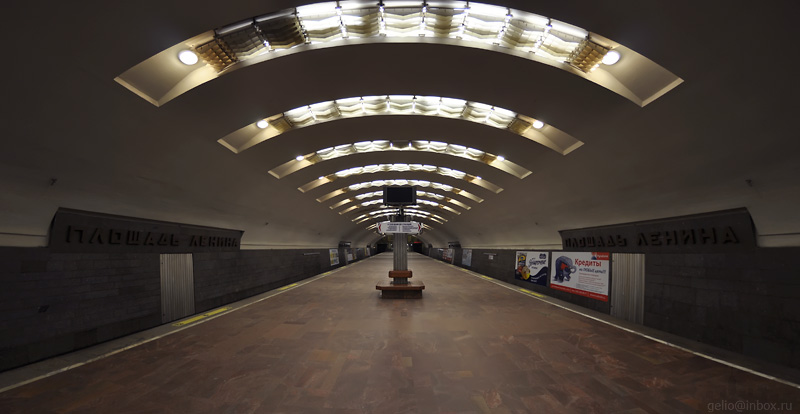
محطة ساحة لينين

| # | الاسم        | الطول   | عدد المحطات |
| - | ------------ | ------- | ----------- |
|   | لينينسكايا   | 10.5 كم | 8           |
|   | دزيرجينسكايا | 5.4 كم  | 5           |

## وصلات خارجية
- الموقع الرسمي